# 叶晓颖
叶晓颖（1965年9月—），女，汉族，安徽宿州人，中华人民共和国政治人物，二级大检察官，现任湖南省人民检察院党组书记、检察长。